# Yeni Ordu Stadyumu
Das Yeni Ordu Stadyumu (auch Yeni Ordu Stadı) ist ein Fußballstadion im Stadtbezirk Altınordu der türkischen Hafenstadt Ordu. Die Fußballarena liegt nur rund 100 m vom Ufer des Schwarzen Meeres entfernt. Sie ersetzte das 1964 eröffnete Ordu 19 Eylül Stadı. Es ist die Heimspielstätte der beiden Fußballvereine Orduspor 1967 und 52 Orduspor, die beide gegenwärtig in der viertklassigen TFF 3. Lig spielen.

## Geschichte
Etwa fünf Kilometer östlich des Ordu 19 Eylül Stadı liegt der Standort des Yeni Ordu Stadyumu. Auf dem Grund befanden sich früher Fußballplätze, auf denen Amateurmannschaften spielten. Die Bauarbeiten begannen im Juli 2017. Nach 15 Monaten war der Hauptteil der Konstruktion der Tribünen, des Dachs und der Fassade abgeschlossen. Dies ließ auf eine Fertigstellung des Neubaus im Jahr 2019 hoffen. Doch das Tempo der Arbeiten ließ nach und 2019 fehlte immer noch die Bestuhlung, das Flutlichtsystem und die Videoanzeigetafel. Auch um die Arena mussten noch die Landschaftsarbeiten durchgeführt werden. Es wurden neue Ausschreibungen für die noch ausstehenden Arbeiten gestartet. Dies ging jedoch nur schleppend voran. So wurden z. B. die überwiegend weißen sowie violetten, mosaikartig angeordneten, Kunststoffklappsitze erst im Oktober 2020 montiert. Weiß und Violett sind die Vereinsfarben der beiden Clubs. Aufgrund dieser Umstände und der COVID-19-Pandemie verzögerte sich die Eröffnung mehrmals.
Der Grundriss der von Alper Aksoy Mimarlık entworfenen Sportanlage beschreibt eine Ellipse. Das Dach erstrahlt in Weiß, wogegen die Fassade, mit großen Fenstern bestückt, ein metallisches Grau zeigt. Das Stadion besitzt diese Fenster, da ein großer Teil des Stadions für Wohn- und Bildungszwecke (ein Sportgymnasium mit 12 Klassenräumen und ein Wohnheim für 40 Personen) genutzt wird. Die vier überdachten Ränge sind einstöckig. Insgesamt bietet das Yeni Ordu Stadyumu, laut dem türkischen Fußballverband TFF, 16.768 Sitzplätze. Im Stadion befinden sich 87 rollstuhlgerechte Plätze. Es sind 25 Logen vorhanden. Im Inneren bietet sich ein Raum mit 100 Plätzen für Pressekonferenzen sowie ein Bereich für die Medienvertreter mit 200 Sitzplätzen. Für die Mannschaften stehen vier Umkleidekabinen mit Aufwärmbereich zur Verfügung. Das Stadion kann die ganze Woche genutzt werden, da sich im hinteren Teil mehrere Trainingsräume für verschiedene Sportarten befinden. Die Arena wurde auf einer Fläche von 97.000 m² errichtet. Der Parkplatz bietet Platz für 554 Automobile.
Die erste Partie wurde am 23. Oktober 2021 zwischen Orduspor 1967 und Kırıkkale Büyük Anadoluspor (0:4) ausgetragen.
Hinter der Nordtribüne liegen die Sporthalle Vali Kemal Yazıcıoğlu Spor Salonu sowie links daneben die Schwimmhalle Durugöl Olımpık Yüzme Havuzu.